# Liquiditätsdeckungsquote
Die Liquiditätsdeckungsquote (insbesondere in der Schweiz auch Liquiditätsquote; englisch liquidity coverage ratio, abgekürzt LCR) ist im Bankwesen eine im Zuge von Basel III etablierte betriebswirtschaftliche Kennzahl zur Bewertung des kurzfristigen Liquiditätsrisikos von Kreditinstituten. Der ursprünglich im Jahr 2010 von der Bank für Internationalen Zahlungsausgleich (BIZ) verwendete Begriff Mindestliquiditätsquote ist irreführend, da er implizit einen Anspruch an die Höhe der Kennzahl beinhaltet.
Die Liquiditätsquote LCR ist das Verhältnis des Bestands als erstklassig eingestufter Aktiva zum gesamten Nettoabfluss der nächsten 30 Tage:
{\displaystyle LCR={\frac {\text{Bestand an erstklassigen liquiden Aktiva}}{\text{Nettoabflüsse in den nächsten 30 Tagen}}}}
Die LCR ist unter Anwendung eines durch Basel III vorgegebenen Stressszenarios zu ermitteln. Dabei muss die LCR 100 % oder mehr betragen, um den Standard zu erfüllen.
Dieser Standard soll sicherstellen, dass ein Kreditinstitut einen ausreichenden Bestand an lastenfreien, erstklassigen liquiden Aktiva hält, die in Barmittel umgewandelt werden können, um den Liquiditätsbedarf auch unter äußerst ungünstigen Umständen für mindestens 30 Kalendertage zu decken. Dieser Zeitraum soll der Geschäftsleitung oder Bankenaufsicht ermöglichen, über entsprechende längerfristige Maßnahmen zu entscheiden. Der Begriff erstklassig ist noch nicht definiert. Bei der Ermittlung der Nettoabflüsse werden vertragliche Zahlungsmittelzuflüsse, z. B. aus Zins- und Tilgungszahlungen ausgereichter Darlehen, aus fälligen Wertpapieren oder von täglich fälligen Nostrokonten bei anderen Banken, von den vertraglichen Zahlungsmittelabflüssen, z. B. aus kurzfristigen Einlagen oder innerhalb von 30 Tagen fällig werdenden Eigenemissionen, abgezogen. Dabei dürfen aufgrund des Inflow-Caps, welcher i. d. R. 75 % beträgt, nur 75 % der Abflüsse als Zufluss angerechnet werden. Somit sind i. d. R. immer 25 % der Zahlungsmittelabflüsse durch hochliquide Aktiva zu halten.
Für diesen internationalen Standard hat die sogenannte „Beobachtungsphase“ im Jahr 2011 begonnen. Am 1. Oktober 2015 wurde dieser Standard verbindlich in der Europäischen Union durch Veröffentlichung der Delegierten Verordnung (EU) 2015/61 der Kommission vom 10. Oktober 2014 zur Ergänzung der Verordnung (EU) Nr. 575/2013 des Europäischen Parlaments (CRR, Capital Requirements Regulation) eingeführt. Dabei wurde jedoch eine stufenweise Erhöhung der Mindestanforderung vorgenommen, sodass erst seit dem 1. Januar 2018 von allen europäischen Kreditinstituten eine LCR von 100 % jederzeit, d. h. täglich, erreicht werden muss.
Neben der Liquiditätsquote LCR etabliert Basel III sowie auf europäischer Ebene die CRR noch einen zweiten Standard, die strukturelle Liquiditätsquote (in der Schweiz auch Finanzierungsquote; englisch net stable funding ratio, abgekürzt NSFR). Letztere bezieht sich mit einem Jahr auf einen längeren Zeithorizont und soll für eine tragfähige Fristenstruktur von Aktiva und Passiva sorgen.

## Stressszenario
Das vorgegebene Stressszenario der LCR soll viele der Extremsituationen beinhalten, die bei der 2007 einsetzenden Krise verzeichnet wurden. Es enthält sowohl einzelfallspezifische als auch marktweite Schocks folgender Art:
- Abzug eines Teils der Einlagen von Privatkunden
- Teilweiser Verlust der Möglichkeit einer unbesicherten Refinanzierung am Kapitalmarkt
- Teilweiser Verlust einer besicherten, kurzfristigen Finanzierung mit bestimmten Sicherheiten und Gegenparteien
- Zusätzliche vertragliche Abflüsse infolge der Herabstufung des Ratings einer Bank um bis zu drei Stufen, einschließlich Besicherungsanforderungen
- Erhöhung der Marktvolatilität mit Auswirkungen auf die Qualität von Besicherungen oder auf den zukünftigen Wert von Derivativpositionen
- Ungeplante Beanspruchung von zugesagten, aber bisher nicht in Anspruch genommenen Kredit- und Liquiditätsfazilitäten
- Zur Verringerung des Reputationsrisikos muss die Bank möglicherweise Schuldtitel zurückkaufen oder nicht vertraglich geregelte Verpflichtungen honorieren

Dieser Stresstest ist als aufsichtliche Mindestanforderung für Banken anzusehen. Die Banken müssen zudem eigene Stresstests durchführen, um den Umfang der Liquidität zu ermitteln. Solche internen Stresstests sollten längere Zeithorizonte beinhalten, die Ergebnisse sind der Aufsicht mitzuteilen.

## Kriterien für erstklassige liquide Aktiva
Aktiva gelten als erstklassig und liquide, wenn sie unverzüglich in Barmittel umgewandelt werden können, auch in Stressphasen, und zwar ohne oder mit nur geringer Werteinbuße. In den meisten Ländern sollten erstklassige liquide Aktiva auch notenbankfähig sein; dieses Kriterium ist in Europa zur LCR-Anrechenbarkeit nicht notwendig. Für die erstklassigen liquiden Aktiva werden zwei Kategorien definiert:
- Stufe 1: Dabei handelt es sich um Barmittel, Zentralbankguthaben, die auch in Stresszeiten verfügbar sind, sowie marktgängige Wertpapiere, die Forderungen an Staaten, Zentralbanken oder ähnlich liquide Stellen darstellen und zudem besondere Anforderungen erfüllen.
- Stufe 2: Hierunter fallen marktgängige Wertpapiere, die etwas weniger strenge Kriterien erfüllen, sowie auch Unternehmensanleihen und gedeckte Schuldverschreibungen, die ebenfalls besondere Bedingungen erfüllen.

Während Aktiva, die die Anforderungen der ersten Stufe erfüllen, ohne Abschläge zu den erstklassigen Aktiva gerechnet werden können, muss für Aktiva der zweiten Kategorie mindestens ein Abschlag von 15 % auf den aktuellen Marktwert veranschlagt werden. Weiterhin dürfen Aktiva der zweiten Kategorie nur 40 % des Gesamtbestands ausmachen.